# Domingo Tejero Pérez
Domingo Tejero Pérez (Oviedo, 18 de agosto de 1913 - París, 10 de octubre de 1942) fue un mecánico y guerrillero español que participó en la guerra civil española y en la Resistencia francesa durante la Segunda Guerra Mundial.

## Biografía
Tejero Pérez pasó su juventud en Madrid, donde fue reclutado para la guerra civil española en agosto de 1936. Era miembro de la Unión General del Trabajadores (UGT). Durante la Retirada, ingresó en Francia vía Cerbère el 15 de abril de 1939. 
Internado en el campo de concentración de Saint-Cyprien, las autoridades francesas lo enviaron a trabajar a la fábrica de aviones Dewoitine en Toulouse, siendo internado de nuevo en el campo de concentración de Champ de Mars en Perpiñán y posteriormente en el de Le Barcarès. 
Durante la Segunda Guerra Mundial, se unió a la Resistencia Francesa y formó parte de un grupo del FTP-MOI. Junto con su grupo, dirigió varias acciones contra la Francia de Vichy en Burdeos y París. El 26 de julio de 1942, él y sus compañeros hirieron gravemente a un oficial nazi alemán en la avenida Secrétan. Tejero Pérez fue arrestado el 9 de octubre por dos inspectores de la BS2 en la plaza du Danube, en el distrito XIX, que lo llevaron a la comisaría de la plaza Armand-Carrel. En el camino, se rebeló y huyó por la calle Manin, hacia la calle de Crimée. La policía disparó y lo alcanzó cuatro veces. Murió a causa de las heridas sufridas tras su interrogatorio en el hospital Saint-Louis de París.

## Homenajes
Una placa conmemorativa votada por unanimidad por el ayuntamiento de París está colocada en el número 6 de la calle Manin, a las puertas del parque de Buttes-Chaumont, en el distrito XIX.